# Vulgarhythm
「vulgarhythm」（ヴルガリズム）は、nobodyknows+のアルバム。

## 収録曲
1. エクシードマンのテーマ
2. Boys are Runnin'
3. Hero's Come Back!!
4. カッコワルイ損 part 1
5. メモリーグラス
6. カッコワルイ損 part 2
7. ギミギミ
8. 隠せない明日を連れて(Milk Crown Bootleg Mix) feat.倉橋ヨエコ
9. カッコワルイ損 part 3
10. 好きだぜ、マリー。
11. 同じ星を見ている
12. スマイリン
13. Key of Life
14. オールウェイズ-Many Rivers Crossed-
15. go my way feat.JUJU
16. エクシードマンのテーマ(Reprise)

## カバー
Hero's Come Back!!
- FLOW - 2023年8月30日発売のカバーアルバム『FLOW THE COVER 〜NARUTO縛り〜』に収録。